# KC Boutiette
KC Boutiette (ur. 11 kwietnia 1970 w Tacoma) – amerykański łyżwiarz szybki, olimpijczyk.

## Kariera
Starty w zawodach w łyżwiarstwie szybkim KC Boutiette zaczął w 1994 roku, przedtem startując w rolkarstwie. Już w 1994 roku wystartował na igrzyskach olimpijskich w Lillehammer, zajmując 39. miejsce w biegu na 1500 m. Na tym samym dystansie był czwarty podczas dystansowych mistrzostw świata w Hamar w 1996 roku, przegrywając walkę o medal z Martinem Hersmanem z Holandii. Rok później był czwarty na wielobojowych mistrzostwach świata w Nagano w 1997 roku, gdzie w walce o podium lepszy był Niemiec Frank Dittrich. W poszczególnych biegach zajmował tam siódmy na 500 m, piąty na 5000 m, drugi na 1000 m oraz szósty na dystansie 10 000 m. W 1998 roku brał udział w igrzyskach w Nagano, zajmując między innymi piąte miejsce na 1500 oraz ósme na 1000 i 10 000 m. W tym samym roku zajął piąte miejsce na wielobojowych mistrzostwach świata w Heerenveen, gdzie jego najlepszym wynikiem było drugie miejsce na dystansie 500 m. Blisko podium był także podczas dystansowych mistrzostw świata w Seulu, gdzie był czwarty w biegu na 10 000 m. Walkę o trzecie miejsce przegrał tym razem ze swym rodakiem, Chadem Hedrickiem. Podczas igrzysk w Salt Lake City w 2002 roku wystąpił tylko w biegu na 5000 m, kończąc rywalizację na piątej pozycji. Ostatni występ na igrzyskach zanotował w lutym 2006 roku, biorąc udział w zawodach olimpijskich w Turynie. Zajął tam szesnaste miejsce w biegu na 5000 m oraz szóste w biegu drużynowym. Kilkukrotnie stawał na podium Pucharu Świata, przy czym odniósł jedno zwycięstwo: 23 listopada 2003 roku Heerenveen był najlepszy w wieloboju. Najlepsze wyniki osiągnął w sezonie 2003/2004, kiedy był piąty w klasyfikacji 5000/10 000 m.
Jego żoną była amerykańska panczenistka, Jennifer Rodriguez.